# Юлбатское сельское поселение
Юлбатское се́льское поселе́ние — муниципальное образование в Сабинском районе Татарстана Российской Федерации.
Административный центр — село Юлбат.

## История
Статус и границы сельского поселения установлены Законом Республики Татарстан от 31 января 2005 года № 39-ЗРТ «Об установлении границ территорий и статусе муниципального образования "Сабинский муниципальный район" и муниципальных образований в его составе».

## Население
| 2010 | 2011 | 2012 | 2013 | 2014 | 2015 | 2016 |
| ---- | ---- | ---- | ---- | ---- | ---- | ---- |
| 764  | ↘762 | ↗765 | ↘757 | ↘752 | ↘751 | ↗757 |
| 2017 | 2018 |      |      |      |      |      |
| ↘749 | ↗752 |      |      |      |      |      |

## Состав сельского поселения
| № | Населённый пункт | Тип населённого пункта       | Население |
| - | ---------------- | ---------------------------- | --------- |
| 1 | Калатау          | посёлок                      |           |
| 2 | Тнекеево         | деревня                      |           |
| 3 | Юлбат            | село, административный центр |           |
| 4 | Юсуп-Алан        | деревня                      |           |